# راه رفتن مرد مرده (فیلم)
راه رفتنِ مردِ مُرده (به انگلیسی: Dead Man Walking) نام فیلم درامی است بر اساسِ کتابی با همین نام نوشتهٔ خواهر هلن پری‌جین که در سال ۱۹۹۵ به کارگردانی تیم رابینز ساخته شد.

## داستان
«هلن پری جین» یک راهبه است که از زندگی خود بسیار خوشحال است و با همه رابطه خوبی دارد. او در محله سیاه پوستان زندگی می‌کند و به آنها کمک می‌کند. او مخالف خشونت است و بچه‌ها را بسیار دوست دارد.
برخلاف سایر راهبه‌ها او با توجه به سخنان پاپ ژان پل دوم به این نتیجه رسیده که پوشیدن لباس راهبه‌ها واجب نیست.
روزی نامه ای به دست وی می‌رسد که در آن یک زندانی اعدامی از او خواسته که به دیدنش برود. او به زندان ایالتی لوئیزیانا می‌رود و با «متیو پانسلت» آشنا می‌شود.
در ابتدا پانسلت رفتاری بی ادبانه از خود نشان می‌دهد و به راهبه اظهار محبت می‌کند همچنین سیاهان را حیوان می‌شمارد. چندین بار این دو هم را ملاقات می‌کنند و متیو به وی می‌گوید که او شش سال را در حبس و در انتظار اعدام گذرانده‌است چرا که یک دختر و پسر ۱۸ ساله را پس از تجاوز به قتل رسانده‌است؛ اما او ادعا می‌کند که در این کار همدست داشته‌است ولی دادگاه او را تنها به چند سال حبس محکوم کرده‌است. خواهر هلن قول می‌دهد که کار او را پیگیری کند بلکه او را از اعدام نجات دهد.
هلن برای او وکیل می‌گیرد و در دادگاهی شرکت می‌کند بلکه او را رهایی بخشد. اما نتیجه رضایت بخش نیست چرا که اعدام این مرد به عنوان اولین اعدام این ایالت به واسطه تزریق است و مسئولان نمی‌خواهند تیترهای خبری و تشویق مقامات بالاتر را از دست بدهند. از طرفی پانسلت با خبرنگار تلویزیون مصاحبه می‌کند و در این مصاحبه هیتلر را مردی بزرگ معرفی می‌کند. در نتیجه وی در رسانه‌ها به نازی بودین، فاشیسم و نژادپرستی متهم می‌شود و بخشش غیرممکن می‌شود.
خواهر هلن و متیو پانسلت با هم رابطه دوستی عمیقی ایجاد کرده‌اند و راهبه متوجه می‌شود که متیو توبه کرده و قلب پاکی دارد.
خواهر هلن در روزهای آخر به ملاقات خانواده قربانی‌ها می‌رود که درد آنها را تسلی ببخشد. ابتدا به ملاقات خانواده پسر می‌رود ولی می‌بیند که زندگی پدر و مادرش از هم پاشیده‌است و از هم جدا شده‌اند. خانواده دختر هم داغشان تازه مانده و به دختر کوچکشان خیلی سخت می‌گذرد و آزادی عمل ندارد. این افراد وی را طرد می‌کنند.
خواهر هلن پری جین در روز اعدام به جای کشیش در سلول متیو پانسلت می‌ماند و با هم دعا می‌کنند و ساعاتی را صرف عبادت و طلب بخشش از خدا برای متیو می‌کنند. متیو در همان‌جا اعتراف می‌کند که خودش سهم بیشتری در جنایت داشته‌است و او به دختر تجاوز کرد و بعد به سرش شلیک کرد و بعد پسر را کشت. این دو جوان که برای خداحافظی پیش هم بودند توسط متیو و همدستش که مست بودند در جنگل غالفگیر می‌شوند و کشته می‌شوند.
در نهایت متیو پانسلت اعدام شده و در آخرین پلان خواهر هلن را در کلیسا می‌بینیم که در حال دعا کردن است.

## جوایز و نامزدی‌ها
سوزان ساراندون برای بازی در این فیلم جایزه اسکار بهترین بازیگر نقش اول زن را از آنِ خود کرد.
شان پن نیز برای دریافت جایزه اسکار بهترین بازیگر نقش اول مرد نامزد شد.